# Sorsasaari (ö i Norra Österbotten, Uleåborg)
Sorsasaari är en ö i Finland. Den ligger i Bottenviken och i kommunen Uleåborg i den ekonomiska regionen  Uleåborgs ekonomiska region i landskapet Norra Österbotten, i den norra delen av landet. Ön ligger nära Uleåborg och omkring 540 kilometer norr om Helsingfors.
Öns area är 1,6 hektar och dess största längd är 240 meter i sydväst-nordöstlig riktning.